# Pupy y Los que Son, Son

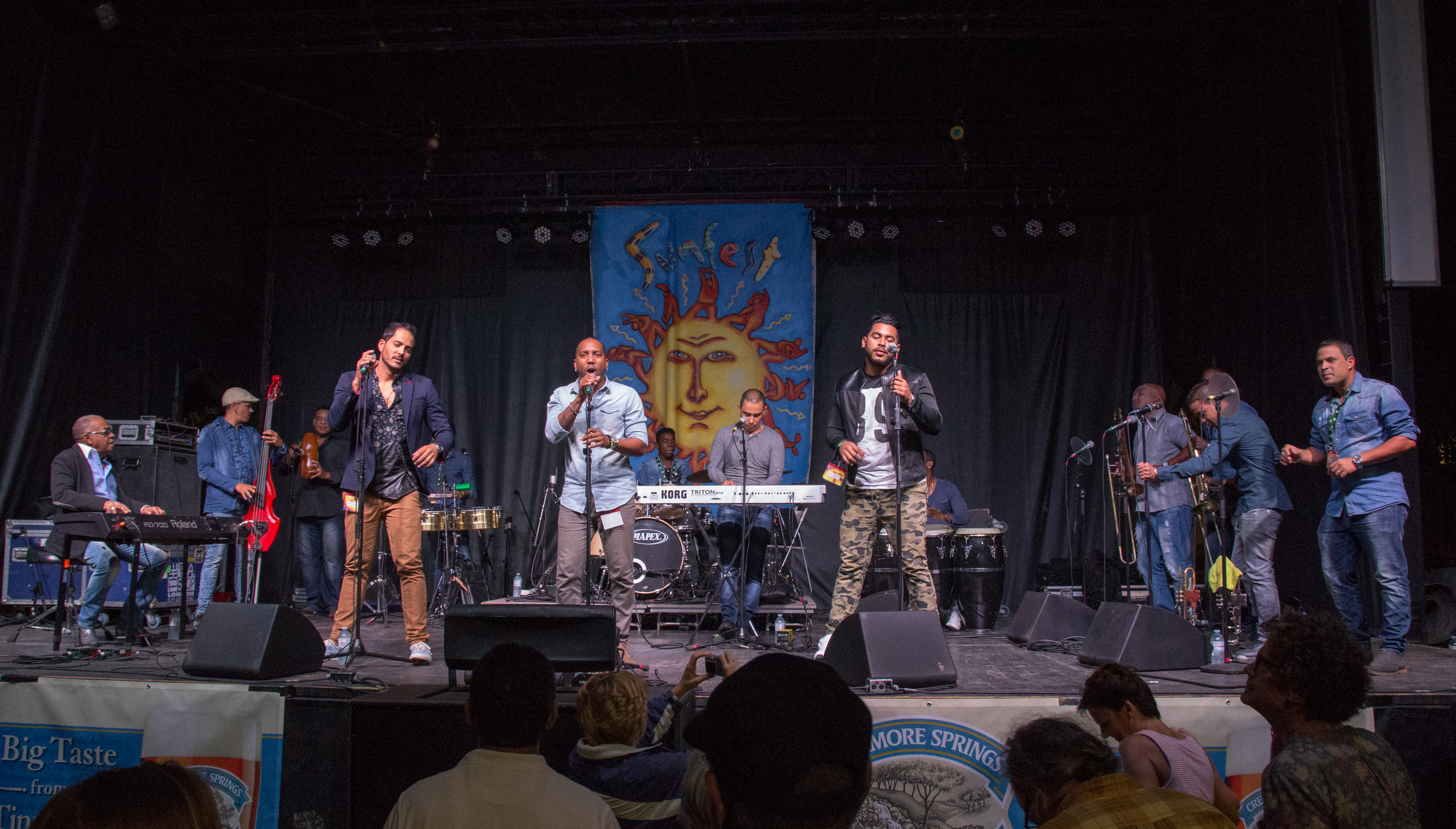
Pupy y Los que Son, Son en concert au Sunset Festival à Londres en 2015

Pupy y Los que Son, Son est un groupe cubain de timba créé en 2001 par Cesar "Pupy" Pedroso, ancien pianiste de Los Van Van, qui, avec son empreinte personnelle, recrée un nouveau style.

## Musiciens
- Cesar Pedroso Fernández : piano
- Dayan Carrera Fernandez, Yoandri Castro, Alcibiades Durruthy, Lachy Fortuna : chant
- Gerardo Miro Rivera : violon
- Maykel Garcia Gonzalez : clavier
- Reinier Elizarde Ruanio : basse
- Jóse Luis Quintana Fuerte : pad
- Roelvis Reyes Simono : batterie
- Rene Suárez Zapata : timbales
- Julio Noroña Pérez : güiro
- Duniesky Barreto : congas
- Leonardo Tereuel Velásquez, Juan Carlos Gonzáles Borrero : trompette
- Sergio R. Luna Longchamp, Neuris Lorenzo Mustelier : trombone